# Japan Football League 1997
Estadísticas de la temporada 1997 de la Japan Football League.

## Desarrollo
El campeón fue Hokkaido Consadole Sapporo, por lo que ascendió a Primera División. Por otra parte, salió subcampeón Tokyo Gas, pero como la J. League tenía un número impar de participantes, tuvo que continuar en la Japan Football League.
Como consecuencia de la disolución de Cosmo Oil Yokkaichi el año anterior, Jatco F.C. y Mito HollyHock subieron a la JFL para esta temporada.

## Tabla de posiciones
| Pos. | Equipo                       | Pts. | PJ | G  | GPr | GPe | P  | GF | GC | Dif. | Ascenso                    |
| ---- | ---------------------------- | ---- | -- | -- | --- | --- | -- | -- | -- | ---- | -------------------------- |
| 1    | Consadole Sapporo (C, P)     | 76   | 30 | 24 | 2   | 0   | 4  | 77 | 26 | +51  | Ascendido a J. League 1998 |
| 2    | Tokyo Gas                    | 68   | 30 | 21 | 2   | 1   | 6  | 70 | 30 | +40  |                            |
| 3    | Kawasaki Frontale            | 67   | 30 | 21 | 2   | 0   | 7  | 87 | 36 | +51  |                            |
| 4    | Honda                        | 65   | 30 | 20 | 2   | 1   | 7  | 60 | 37 | +23  |                            |
| 5    | Montedio Yamagata            | 56   | 30 | 18 | 1   | 0   | 11 | 57 | 36 | +21  |                            |
| 6    | Ventforet Kofu               | 52   | 30 | 15 | 3   | 1   | 11 | 59 | 41 | +18  |                            |
| 7    | Otsuka F.C. Vortis Tokushima | 41   | 30 | 13 | 1   | 0   | 16 | 50 | 45 | +5   |                            |
| 8    | Brummell Sendai              | 40   | 30 | 12 | 1   | 2   | 15 | 37 | 43 | −6   |                            |
| 9    | NTT Kanto                    | 39   | 30 | 11 | 3   | 0   | 16 | 48 | 49 | −1   |                            |
| 10   | Fukushima F.C.               | 38   | 30 | 12 | 1   | 0   | 17 | 38 | 54 | −16  | Disuelto                   |
| 11   | Sagan Tosu                   | 32   | 30 | 8  | 3   | 2   | 17 | 38 | 49 | −11  |                            |
| 12   | Oita F.C.                    | 29   | 30 | 7  | 4   | 0   | 19 | 42 | 64 | −22  |                            |
| 13   | Denso                        | 27   | 30 | 7  | 2   | 2   | 19 | 29 | 49 | −20  |                            |
| 14   | Seino Transportation         | 15   | 30 | 5  | 0   | 0   | 25 | 24 | 67 | −43  | Disuelto                   |
| 15   | Jatco                        | 11   | 30 | 2  | 1   | 3   | 24 | 25 | 70 | −45  |                            |
| 16   | Mito HollyHock               | 10   | 30 | 3  | 0   | 1   | 26 | 24 | 69 | −45  |                            |

 Fuente: 1997 JFL Final Standings
Criterios de clasificación: 1) puntos; 2) diferencia de goles; 3) número de goles marcados; 4) resultados entre los equipos en cuestión.